# Kapesní divadlo

## Kapesní divadlo
Kapesní divadlo založila herečka a režisérka Lída Engelová a tanečnice a mimka Zdenka Kratochvílová v roce 1976. Název divadla byl inspirován francouzským divadlem Marcela Marceau Théâtre de la Poche. Dalšími stálými členy tvůrčího týmu byl hudební skladatel Zdeněk Šikola a výtvarnice Ludmila Pavlousková. Technické zabezpečení měl na starosti Václav Kotek. Pro představení byla potřeba jen minimální scénografie, výbava se vešla tak říkajíc do kapsy. Divadlo nemělo vlastní scénu, bylo registrováno jako soubor Pražského kulturního střediska. Za patnáct let trvání odehráli více než tisíc představení doma i v zahraničí.

### Vznik a tvorba divadla
Kratochvílová po sedmiletém působení v pantomimickém souboru Ladislava Fialky v Divadle Na zábradlí uvažovala o změně působiště, Engelová sice byla v režijním angažmá v plzeňském Divadle J. K. Tyla, ale měla na nový projekt chuť i kapacitu. Kratochvílová, inspirována kolegou z pantomimického souboru, Richardem Weberem, vymyslela postavu klauna s oranžovou čupřinou, který nemluví, neudělá „ani muk“ – klauna Animuka.[1] Postavičku prvně představila dětským divákům v roce 1973 v Divadle hudby, kde její výstupy doplňovaly pohádky, které četl Josef Abrhám[2].
Krátce nato projevilo nakladatelství Albatros zájem o propagaci knihy pohádek Františka Nepila Makový mužíček. Již pod hlavičkou Kapesního divadla vznikla inscenace https://vis.idu.cz/ProductionDetail.aspx?id=48102&mode=0 , která měla premiéru v divadélku Domu dětské knihy Albatros 19. 12. 1974. K již osvědčené postavičce autorky přidaly ještě postavu klauna Anikroka, který na rozdíl od Animuka mluvil, ale neudělal ani krok. Tohoto klauna během následujících let hráli např. Ladislav Mrkvička, Miroslav Nohýnek, Václav Vydra, Ivan Pokorný, Alfred Strejček či Bob Klepl.  

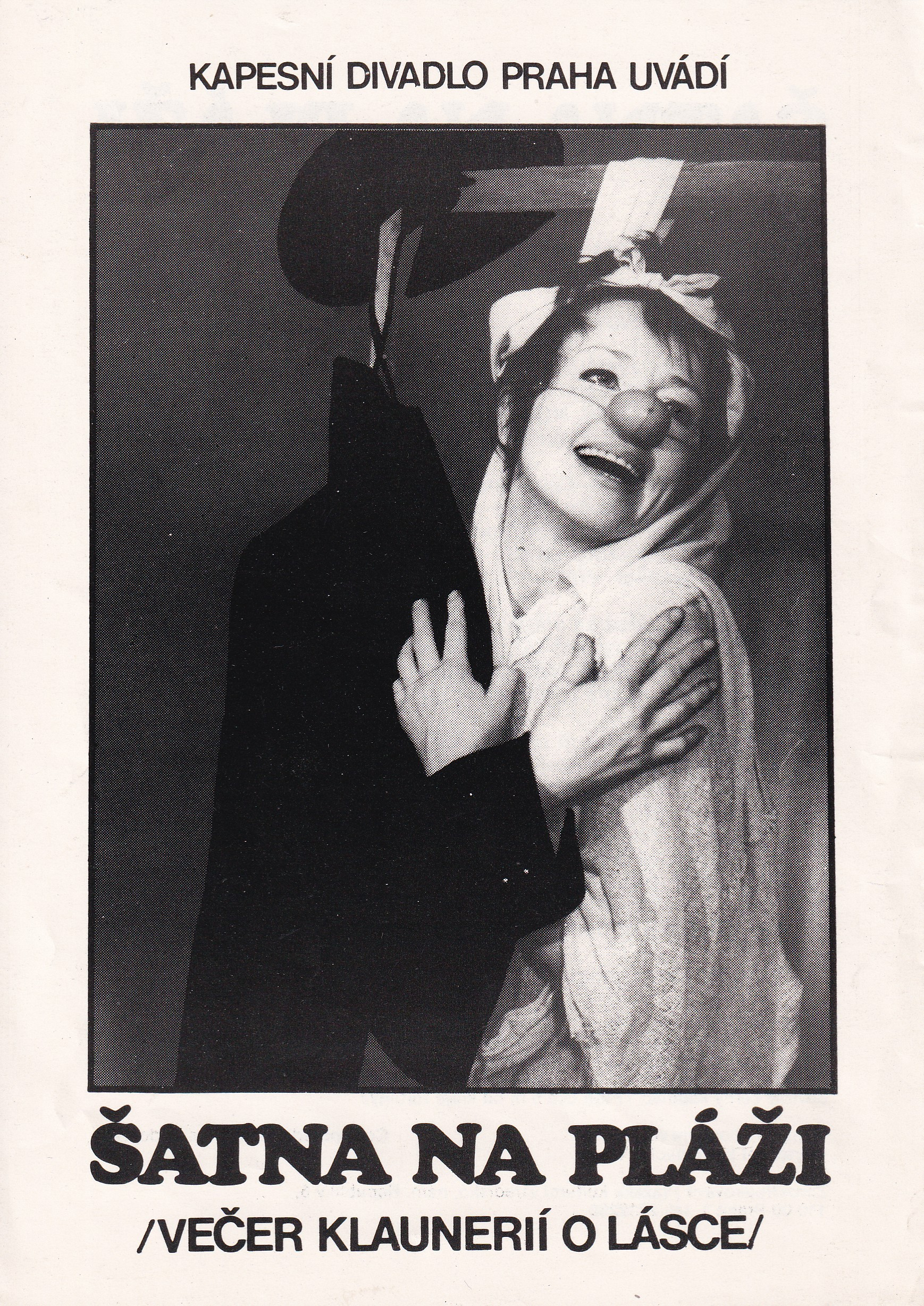
Program k inscenaci Šatna na pláži.

V roce 1976 vznikly inscenace Klaun Animuk a komediální detektivka Animuk na stopě. V první Animuk, vyslán Anikrokem z Pohádkového střediska, letěl v balonovém koši za dětmi, ve druhé pohádce Animuk s pejskem Aništěkem při hledání slepice Anikvočky zabloudil do cirkusu.
Inscenace Kapesního divadla se pro svou úspěšnost staly zajímavým vývozním artiklem: pod patronací Pragokoncertu divadlo hostovalo v mnoha státech Evropy, ale třeba i na Kubě.  V zemích hovořících italsky, francouzsky a španělsky za Anikroka mluvil překladatel Josef Hajný, v anglicko jazyčných oblastech hudebník a překladatel Ondřej Hejma. V zemích, pro které živého herce mluvícího místním jazykem nenašli, např. Švédsko, Finsko, Norsko, hovořil nahraný hlas z připraveného nosiče. Pro Rusko namluvil part Anikroka Jurij Solomin.
Úspěch inscenací spočíval v přímé komunikaci s dětmi, které mohly svými reakcemi ovlivňovat dějový rámec představení, odpovídat např. na hudební hádanky, inspirovat rozpustilého, improvizacím naladěného němého Animuka, ale i nehybného Anikroka. S několika rekvizitami – koš/nůše, lehátko, dřevěná truhlička/kufr, obruč – dokázala Zdenka Kratochvílová nabudit fantazii publika jednak k chápaní proměn reálných rekvizit a jednak k porozumění imaginárním, pantomimickým rekvizitám a především řeči svých gest. Každé představení bylo jiné, záleželo na aktuální skladbě publika, stáří dětí a také na tom, jak přísný byl právě pedagogický nebo rodičovský doprovod, zda měl tendenci děti mírnit v reakcích. Zdenka Kratochvílová dostala od dětí desítky dopisů[7], ve kterých vyjadřovaly nadšení nad prožitým představením, kreslily Animukovi obrázky, ale také se ptaly, kdy má svátek a narozeniny nebo kdy za se přijede do jejich města.
14. 10. 1982 měla premiéru klaunerie o lásce Šatna na pláži, one-women show Zdenky Kratochvílové určené dospělým. Jednalo se o sled pantomimických etud o vztahu muže a ženy plných humoru a opět vynalézavé hry s nejjednoduššími rekvizitami – několika kusy  oblečení či smetákem.  Inscenace byla realizována v režii Lídy Engelové, ve výpravě Ludmily Pavlouskové s hudbou Originálního pražského synkopického orchestru ve spolupráci se Zdeňkem Šikolou. I s touto inscenací sklidilo divadlo obrovský úspěch jak doma, tak v zahraničí.

### Ukončení činnosti divadla
V roce 1987 divadlo ukončilo svou činnost, a to z důvodu trvalé zdravotní indispozice Zdenky Kratochvílové. Fyzicky náročné výkony podávala na jevišti od roku 1958, dlouhodobá zátěž byla završena hostováním v Řecku, na které STB nedovolila Lídě Engelové s aktérkou vycestovat. Odjezd byl navíc opožděn, takže Zdenka Kratochvílová musela nasmlouvaný počet představení odehrát za kratší dobu, bez technického zázemí a kolegiální podobory. Fyzicky i psychicky náročné hostování vedlo ke zhoršení stavu pohybového aparátu, následně k několika operacím kyčelních kloubů a tím k faktickému ukončení její pantomimické kariéry.
Zdenka Kratochvílová se přeorientovala na pedagogickou činnost na pražské Divadelní fakultě Akademie múzických umění, Lída Engelová přijala režijní angažmá nejprve ve Státním divadle (dnes Národním divadle moravskoslezském) v Ostravě a později v mnoha dalších divadlech.
O Kapesním divadla natočila Československá televize film Jak se dělá klaun [8] (1981) a rovněž pořídila záznam představení Šatny na pláži [9] uvedené v Branickém divadle v Praze (1983).